# Romakome
Romakome (ロマコーン) es un término japonés que puede ser traducido como “comedia romántica". Es un género de manga y anime en el que se desarrolla una trama romántica con un tono cómico. El argumento del romakone suele ser la relación romántica entre dos personajes que se enamoran poco a poco. Asimismo, uno de estos personajes o los dos presenta una personalidad jocosa.   
Suelen ser mangas destinados a todas las edades, pensados para ser leídos como una lectura entretenida y amena, sin demasiados cambios en la trama ni sorpresas en los personajes. 

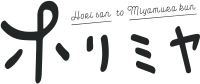
Horimiya

Algunos ejemplos de romakone:
- Horimiya [2]
- Romantic Killer [3]
- Skip and Loafer [4]
- Love is hard for otaku [5]
- Kaguya-sama [6]
- My love story with Kamada-kun
- Spy x family